# ودروو
ودروو (به لاتین: Vedrovo) روستایی در بلغارستان است که در استان بورگاس واقع شده‌است.